# Прибугское (Винницкая область)
Прибу́гское (укр. Прибузьке) — село в Винницком районе Винницкой области Украины.
Расположено на берегу реки Южный Буг.
Код КОАТУУ — 0520682806. Население по переписи 2001 года составляет 383 человека. Почтовый индекс — 23235. Телефонный код — 432.
Занимает площадь 0,11 км².
В селе действует храм Успения Пресвятой Богородицы Винницкого районного благочиния Винницкой епархии Украинской православной церкви.

## Адрес местного совета
23234, Винницкая область, Винницкий р-н, с.Лука-Мелешковская, ул.Центральная, 2